# Fundación (derecho)

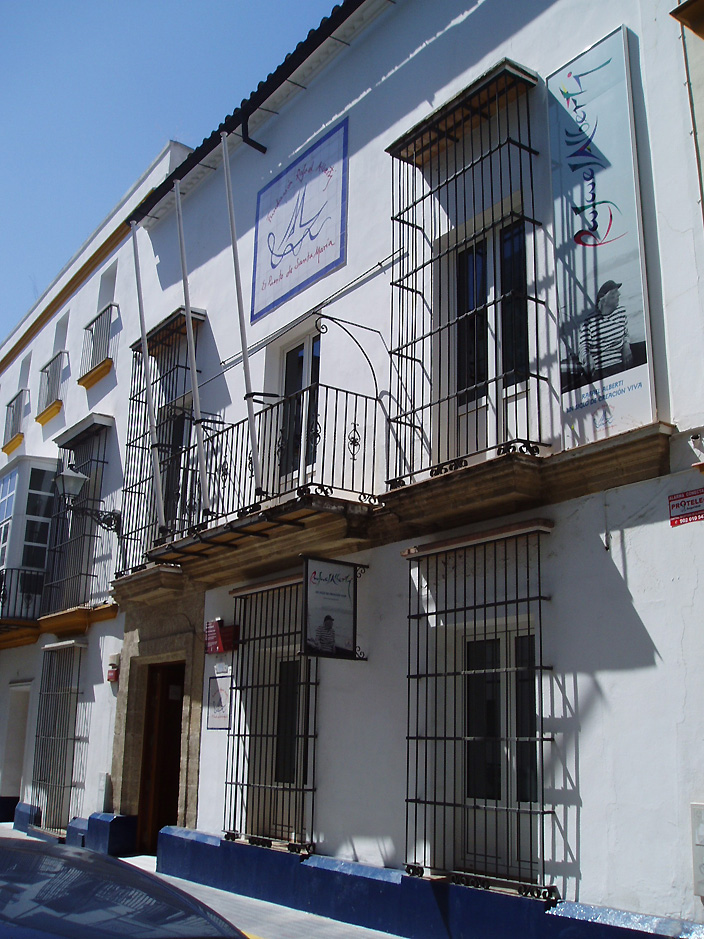
Sede de la Fundación Rafael Alberti en El Puerto de Santa María (Cádiz, España).

Una fundación es un tipo de persona jurídica que se caracteriza por ser una organización sin ánimo o fines de lucro. 
Dotada con un patrimonio propio otorgado por sus fundadores, la fundación debe perseguir los fines que se contemplaron en su objeto social, si bien debe también cuidar de su patrimonio como medio para la consecución de los fines. En algunos países, su órgano de gobierno se denomina patronato.
Por ello, si bien la finalidad de la fundación debe ser sin ánimo de lucro, ello no impide que la persona jurídica se dedique al comercio y a actividades lucrativas que enriquezcan su patrimonio para un mejor cumplimiento del fin último.

## Regulaciones nacionales

### Argentina
Las fundaciones en Argentina se rigen por el Código Civil y Comercial (vigente desde agosto del 2015) reguladas desde el art. 193 al art. 224, en los que se establecen todos los requisitos para su creación, funcionamiento, organización, sistemas de información y contables así como todos los otros requisitos particulares pertinentes.
Se las define en el ordenamiento de la siguiente manera:

Las fundaciones son personas jurídicas que se constituyen con una finalidad de bien común, sin propósito de lucro, mediante el aporte patrimonial de una o más personas, destinado a hacer posibles sus fines.

En lo que al régimen contable se refiere, la ley establece que las fundaciones deben llevar una contabilidad que permita mostrar adecuadamente sus operaciones, aplicando las normas que los organismos de contralor establezcan.
En la ciudad de Buenos Aires el organismo a cargo de su control y fiscalización es la Inspección General de Justicia, que regula las mismas en la Resolución General 7/2005, artículo 344 y siguientes. Asimismo, en la Resolución General 6/2007 ha establecido un estatuto tipo para las fundaciones.
En la provincia de San Juan, el organismo de Contralor es la Inspección General de Personas Jurídicas.

### Chile
El artículo 54 del Código Civil de Chile distingue entre dos clases de personas, «Las personas son naturales o jurídicas. De la personalidad jurídica y de las reglas especiales relativas a ella se trata en el título final de este Libro». La remisión del Código Civil debe entenderse realizada la normativa comprendida entre los artículos 545 y 564, en donde se regula de un modo general la personalidad jurídica y las corporaciones y fundaciones de derecho privado.
El artículo 545 del Código Civil parte definiendo qué son las personas jurídicas, lo que realiza en los siguientes términos: «Se llama persona jurídica una persona ficticia, capaz de ejercer derechos y contraer obligaciones civiles, de ser representada judicial y extrajudicialmente».
Las corporaciones y fundaciones son ambas personas jurídicas de derecho privado y sin fines de lucro, pero la diferencia entre corporación y fundación radica en que el elemento determinante en la corporación es la pluralidad de individuos que por medio de ella persiguen un fin benéfico, y en la fundación lo determinante es un patrimonio que se destina a tal efecto. Desde el punto de vista de su personalidad jurídica, no existe diferencia entre una corporación y una fundación, ambas gozan del mismo privilegio.
El proceso para constituir corporaciones o fundaciones no se encuentra regulado en el Código Civil, sino que en el decreto 110 de 1979, que establece el Reglamento Sobre Concesión de Personalidad Jurídica a Corporaciones y Fundaciones.
Las fundaciones sin ánimo de lucro se rigen en Chile principalmente por la ley 20500, de enero de 2011.

### Colombia
Una fundación sin ánimo de lucro se rige en Colombia principalmente por el decreto 0427 de 1996. El Estado colombiano respalda y apoya las entidades sin fines lucrativos, y el Estado estipula los siguientes reglamentos:
- Constitución Política de Colombia: Artículos 38, 39, 103, 355.
- Código Civil: Artículos 86, 633, 634, 637, 650, 652.
- Decretos: 2150 y 0427.

### España
En España, una fundación es una organización sin ánimo de lucro, cuyos fines responden a intereses generales y no particulares, y que posee un patrimonio destinado al cumplimiento de esos fines. La ausencia de ánimo de lucro debe entenderse como imposibilidad de repartir beneficios, pero sí puede tener excedentes que, en todo caso, deberán ser destinados al cumplimiento de fines en ejercicios posteriores, o al incremento del patrimonio de la fundación en los porcentajes que establezca la ley. Las fundaciones son personas jurídicas privadas, pero pueden pertenecer al sector público cuando han sido creadas (y, por tanto, asignada su dotación fundacional) por un organismo administrativo con capacidad para ello.
Su constitución puede realizarse, según la actual legislación estatal, mediante acto "inter vivos" o "mortis causa". En el primer, supuesto los fundadores deberán otorgar escritura pública de constitución de la fundación. En el segundo supuesto, es el propio testador el que manifiesta dicha voluntad fundacional y establece el patrimonio que destina a tal efecto (dotación fundacional). Será posteriormente el albacea, si lo hubiere, o en su caso los herederos, los llamados por la Ley para otorgar ante notario la correspondiente escritura pública de constitución de la fundación. En su defecto, lo será el protectorado competente.
Las primeras disposiciones aparecen en el Código Civil de 1889, en sus artículos 35 a 41.
La Constitución Española de 1978, en su artículo 34.1, recoge el derecho de fundación para fines de interés general. El artículo 53.1 señala que solo por Ley podrá regularse el ejercicio de los derechos y libertades recogidos en su Capítulo II.
Ley 50/2002 de 26 de diciembre de Fundaciones, BOE número 310, de 27 de diciembre.
Las fundaciones son objeto de beneficios fiscales como los recogidos en la Ley 49/2002 de 23 de diciembre, de régimen fiscal de las entidades sin fines lucrativos y de los incentivos fiscales al mecenazgo (BOE número 307, de 24 de diciembre (2001)) o la Ley 62/2003 de 30 de diciembre, de medidas fiscales, administrativas y del orden social (BOE número 313, de 31 de diciembre (2003)), que modifica la anterior.

#### En Andalucía
El Estatuto de Autonomía para Andalucía, en su artículo 79, establece que la comunidad autónoma tiene competencia exclusiva en materia de fundaciones que desarrollen principalmente sus funciones en Andalucía (España). La legislación que se ocupa de esta materia es la Ley 10/2005 de 31 de mayo, de Fundaciones de la Comunidad Autónoma de Andalucía,. La reglamentación está constituida por el Decreto 32/2008 de 5 de febrero, aprueba el Reglamento de Fundaciones de la Comunidad Autónoma de Andalucía  y el Decreto 279/2003 de 7 de febrero, crea el Registro de Fundaciones de Andalucía y se aprueba su reglamento de organización y funcionamiento.

### Estados Unidos
Las fundaciones estadounidenses son diferentes de las europeas. Una fundación regida por la legislación norteamericana tiene beneficios fiscales. Pero el Código de Impuestos Internos distingue entre “fundaciones privadas” (generalmente financiados por un individuo, familia o corporación) y fundaciones de la comunidad o públicas, organizaciones sin fines de lucro que recaudan dinero del público en general, con un propósito de beneficencia pública (por ejemplo: Fundación Wikimedia). Muchas organizaciones  filantrópicas o  caritativas son consideradas "fundaciones privadas” (por ejemplo la Fundación Rockefeller). Las fundaciones privadas tienen más restricciones y menos beneficios fiscales que las de la beneficencia pública, las que, al mismo tiempo que estar exentas de impuestos, otorgan a los donantes más control sobre el uso de sus donaciones.
Al igual que en otros países, no se pueden organizar fundaciones en EE. UU. a fin de beneficiar financieramente a sus miembros, empleados o directores. Los empleados deben recibir un salario “razonable”.